# Eduard Freudenheim
Eduard Freudenheim (* unbekannt) war ein österreichischer Tischtennisspieler. Bei der Weltmeisterschaft 1926 gewann er zwei Medaillen.
Freudenheim war Mitglied des Wiener Vereins Vienna Athletic Club. Er wurde 1925 und 1926 nationaler österreichischer Meister im Einzel.
Bei der ersten Weltmeisterschaft in London vertrat er Österreich. Im Mannschaftswettbewerb erreichte das Team das Endspiel, das es gegen Ungarn verlor. In diesem Finale besiegte Freudenheim Béla von Kehrling und unterlag gegen Zoltán Mechlovits und Dániel Pécsi. Im Einzel kam er bis ins Viertelfinale, wo er gegen den Inder S.R.G. Suppiah ausschied. Auch im Doppel mit P. Ranger aus London spielte er sich ins Viertelfinale. Hier waren die Ungarn Zoltán Mechlovits/Béla von Kehrling zu stark. Im Mixed mit der Österreicherin Gertrude Wildam gewann er Bronze. Im Halbfinale verlor das Paar gegen die späteren Weltmeister Zoltán Mechlovits/Mária Mednyánszky aus Ungarn.
1928 übersiedelte Freudenheim aus beruflichen Gründen für zwei Jahre nach Polen.

## Turnierergebnisse
| Verband | Veranstaltung     | Jahr | Ort    | Land | Einzel        | Doppel        | Mixed      | Team |
| ------- | ----------------- | ---- | ------ | ---- | ------------- | ------------- | ---------- | ---- |
| AUT     | Weltmeisterschaft | 1926 | London | ENG  | Viertelfinale | Viertelfinale | Halbfinale | 2    |